# Prosienicznik

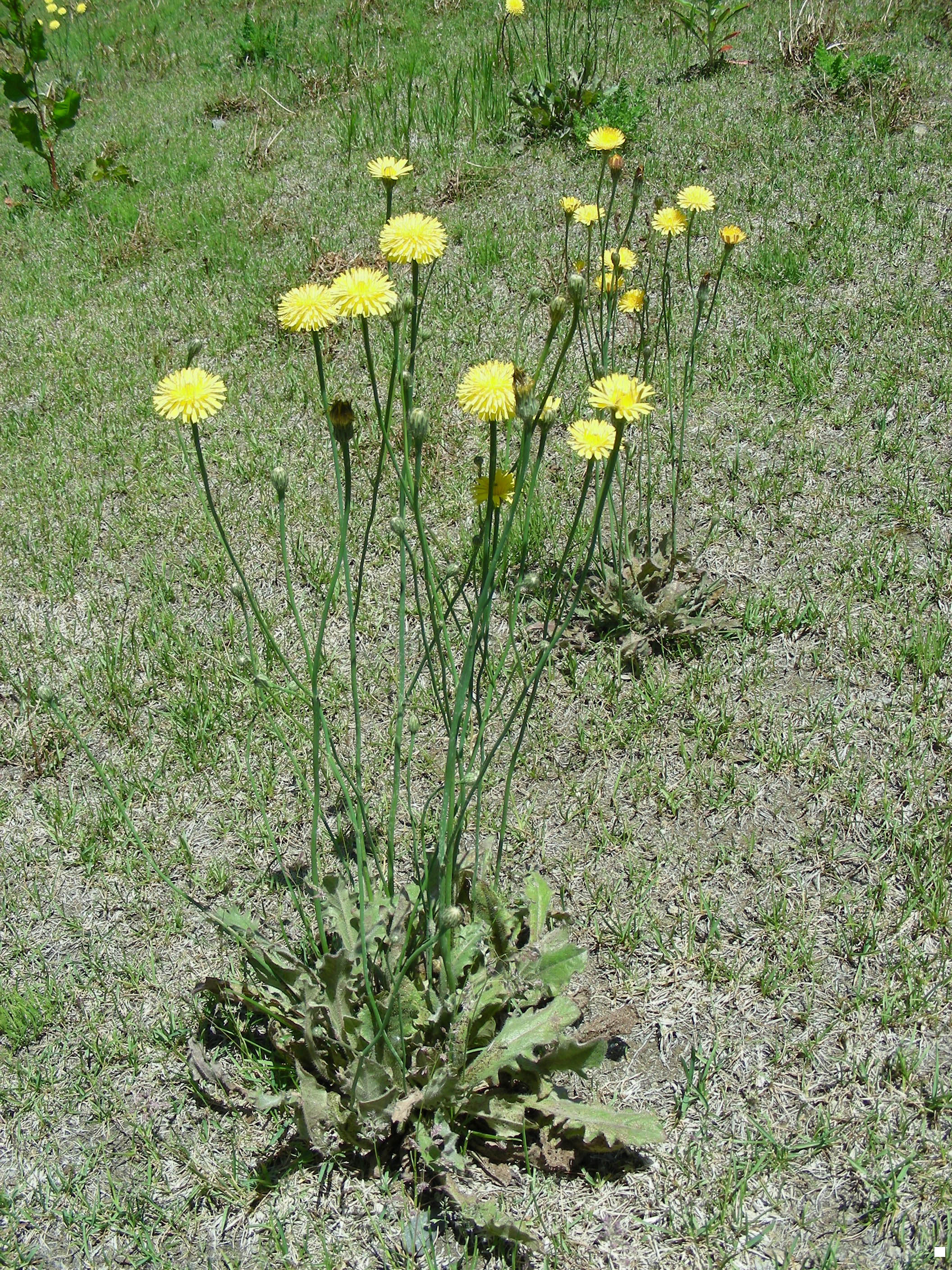
Prosienicznik szorstki

Prosienicznik (Hypochaeris L.) – rodzaj roślin z rodziny astrowatych. Obejmuje ok. 64 gatunki. Centrum największego zróżnicowania rodzaju jest w Ameryce Południowej, poza tym przedstawiciele rodzaju występują w północnej Afryce, w Azji i w Europie. W Polsce rosną cztery gatunki z tego rodzaju. 

## Rozmieszczenie geograficzne
Zasięg rodzaju obejmuje wyspy Makaronezji, basen Morza Śródziemnego z północną Afryką i Bliskim Wschodem, niemal całą Europę (bez Islandii), strefę umiarkowaną Azji od Kazachstanu i Syberii, poprzez Chiny i Półwysep Koreański po Japonię, a także Amerykę Południową. W basenie Morza Śródziemnego występuje ok. 12 gatunków, w Europie 9, z czego cztery obecne są we florze Polski. Pojedyncze gatunki rosną jako rodzime w Azji. Największe zróżnicowanie gatunkowe rodzaju jest w Ameryce Południowej, gdzie rośnie ok. 50 gatunków. O ile jednak gatunki ze Starego Świata reprezentują 4 sekcje, o tyle wszystkie amerykańskie – tylko jedną – Achyrophorus Scop. Analizy molekularne rybosomalnego RNA i chloroplastowego DNA wykazały, że wszystkie gatunki amerykańskie pochodzą od gatunku występującego w Maroku – H. angustifolia. Po stosunkowo niedawnej migracji do Ameryki nastąpiła tam ich gwałtowna radiacja ewolucyjna.
Rośliny z tego rodzaju rosną jako introdukowane w Ameryce Północnej, w Południowej Afryce, w południowej i wschodniej Azji, w Australii i Nowej Zelandii. Niektóre gatunki są inwazyjne, np. prosienicznik szorstki H. radicata w Australii.
Gatunki występujące w Polsce
- prosienicznik gładki Hypochaeris glabra L.
- prosienicznik jednogłówkowy Hypochaeris uniflora Vill.
- prosienicznik plamisty Hypochaeris maculata L.
- prosienicznik szorstki Hypochaeris radicata L.

Uwaga: w liście krajowej nazwa rodzajowa podana jest w pisowni Hypochoeris.

## Morfologia

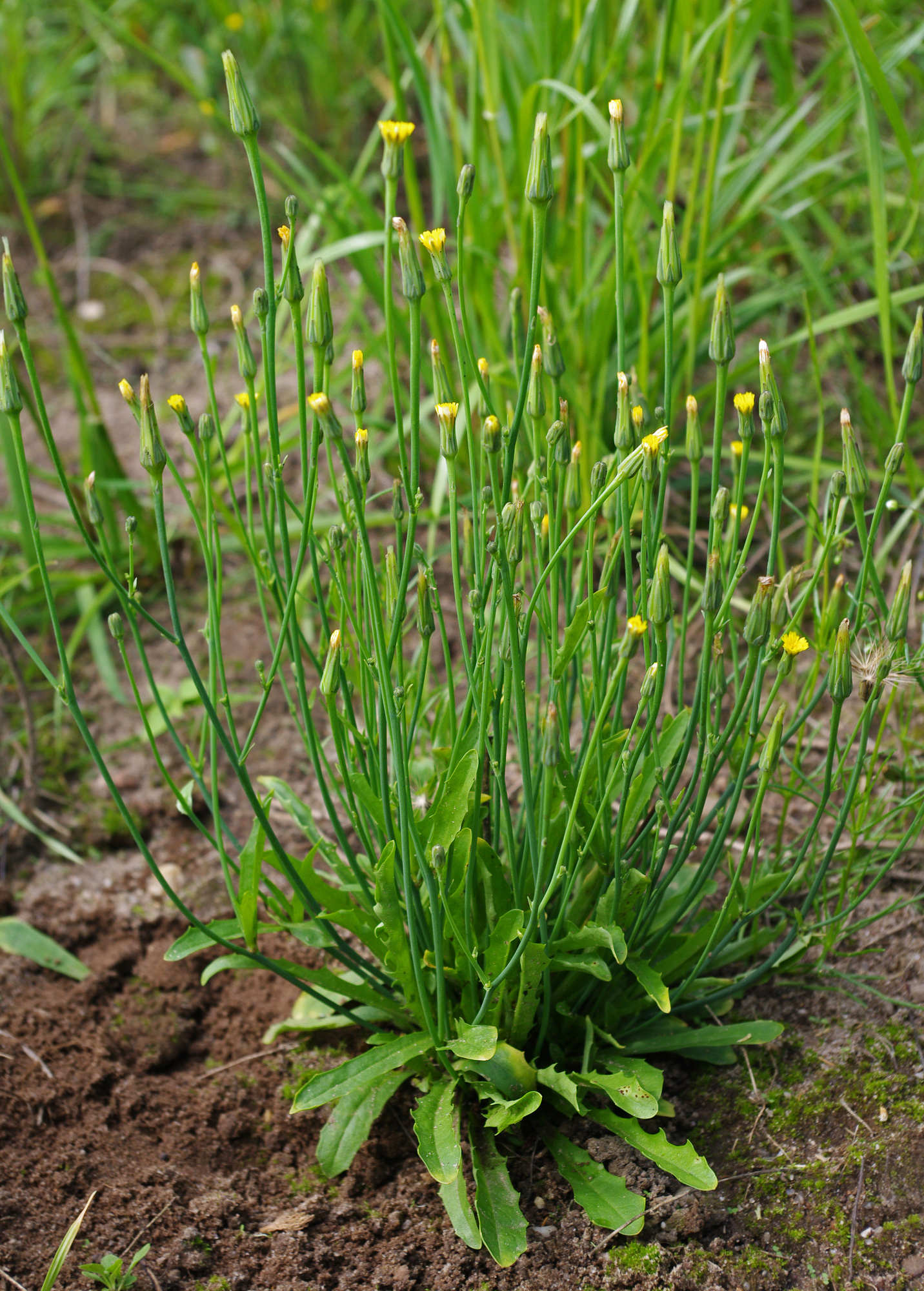
Prosienicznik gładki

PokrójRośliny roczne i byliny, gładkie lub owłosione, zwykle szorstko. Włoski są wielokomórkowe, nierozgałęzione. Rośliny mają korzeń palowy, łodygę jedną lub kilka do kilkunastu, są one prosto wzniesione, rozgałęzione lub nie.
LiścieTylko odziomkowe lub odziomkowe i łodygowe, ale te drugie tylko w dolnej części pędu. Liście są ogonkowe lub siedzące, w zarysie odwrotnie jajowate lub eliptyczne, całobrzegie, ząbkowane do pierzasto klapowanych.
KwiatySkupione w pojedynczy, szczytowy koszyczek, rzadziej zebrane w luźny, rozgałęziony wiechowato lub baldachogroniasto kwiatostan złożony. Koszyczki tworzą się na szypule zwykle w górze nieco rozszerzającej się. Okrywy są walcowate lub dzwonkowate, o średnicy 5–20 mm (powiększającej się w czasie owocowania). Listki okrywy w liczbie 20–30 wyrastają w 3–4 rzędach, mają kształt równowąskolancetowaty, mogą być nagie lub owłosione. Dno kwiatostanu płaskie, dołeczkowane i z plewinkami szydlastymi lub równowąskimi. Wszystkie kwiaty języczkowe, żółte, rzadziej pomarańczowe, białawe, różowe lub szarozielone.
OwoceNiełupki wszystkie jednakowe, z dzióbkiem lub zróżnicowane na posiadające dzióbek i ucięte. Zwykle brązowe lub złote, elipsoidalne lub wrzecionowate, z 4–5 lub 10 żeberkami. Puch kielichowy jest trwały, biały lub beżowy, w jednym rzędzie i wówczas wszystkie włoski są pierzaste lub w dwóch rzędach i wówczas wewnętrzne są pierzaste i dłuższe, a zewnętrzne drobnoząbkowane i krótsze.

## Systematyka
Pozycja systematyczna

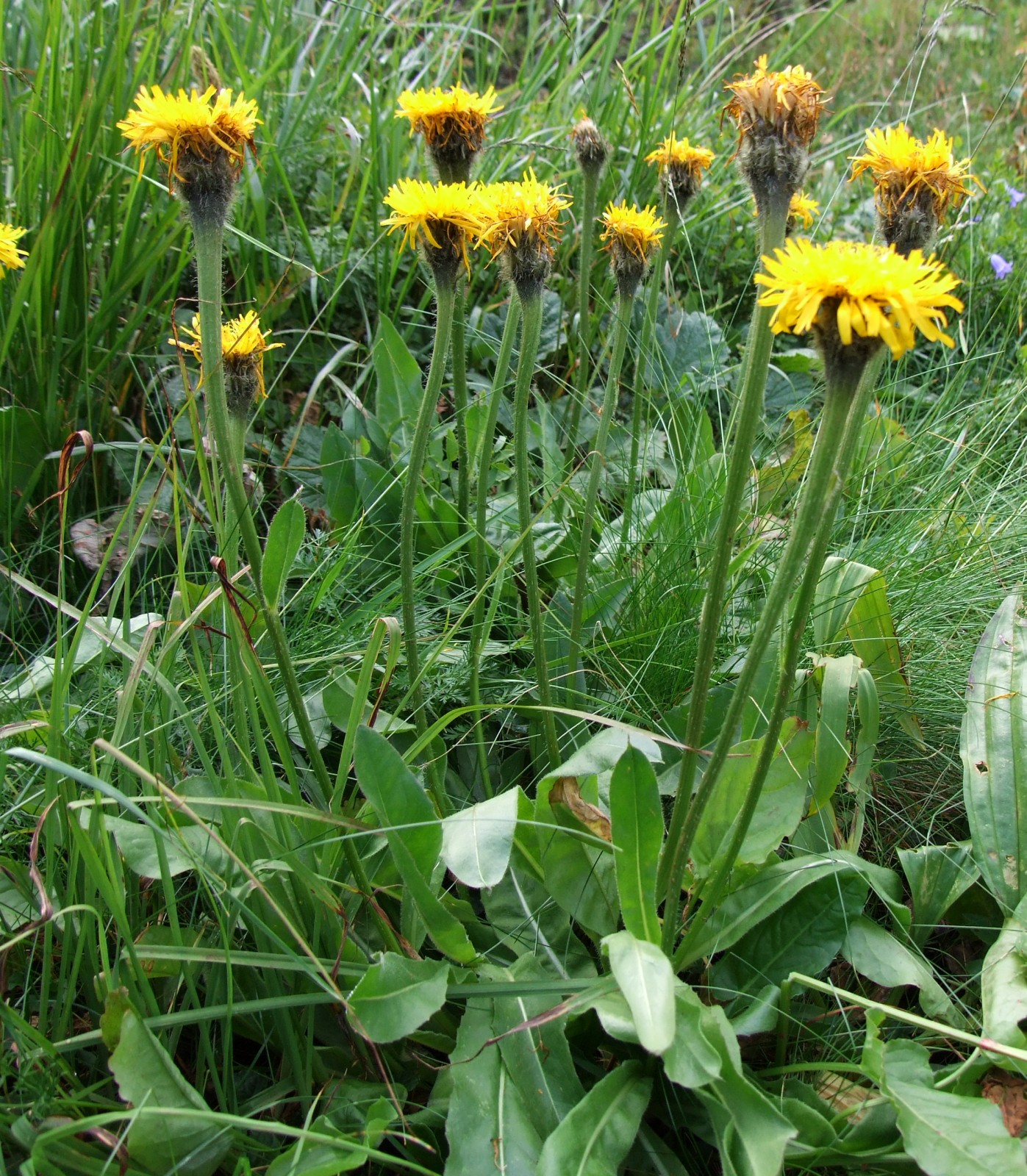
Prosienicznik jednogłówkowy

Rodzaj z rodziny astrowatych Asteraceae, podrodziny Cichorioideae, z plemienia Cichorieae i podplemienia Hypochaeridinae.
Wykaz gatunków
- Hypochaeris acaulis (J.Rémy) Britton
- Hypochaeris achyrophorus L.
- Hypochaeris alba Cabrera
- Hypochaeris albiflora (Kuntze) Azevêdo-Gonç. & Matzenb.
- Hypochaeris angustifolia (Litard. & Maire) Maire
- Hypochaeris apargioides Hook. & Arn.
- Hypochaeris arachnoides Poir.
- Hypochaeris arenaria Gaudich.
- Hypochaeris argentina Cabrera
- Hypochaeris ×balbisii Loisel.
- Hypochaeris caespitosa Cabrera
- Hypochaeris catharinensis Cabrera
- Hypochaeris chillensis (Kunth) Britton
- Hypochaeris chondrilloides (A.Gray) Cabrera
- Hypochaeris ciliata (Thunb.) Makino
- Hypochaeris clarionoides (J.Rémy) Reiche
- Hypochaeris claryi Batt.
- Hypochaeris crepioides Tatew. & Kitam.
- Hypochaeris cretensis (L.) Bory & Chaub.
- Hypochaeris echegarayi Hieron.
- Hypochaeris elata Griseb.
- Hypochaeris eremophila Cabrera
- Hypochaeris eriolaena (Sch.Bip.) Reiche
- Hypochaeris facchiniana Ambrosi
- Hypochaeris glabra L. – prosienicznik gładki
- Hypochaeris graminea Hieron.
- Hypochaeris grisebachii Cabrera
- Hypochaeris hohenackeri (Sch.Bip.) Domke
- Hypochaeris hookeri Phil.
- Hypochaeris incana (Hook. & Arn.) Macloskie
- Hypochaeris laciniata (Hicken) Urtubey, Stuessy & Tremetsb.
- Hypochaeris laevigata (L.) Cesati
- Hypochaeris leontodontoides Ball
- Hypochaeris lutea (Vell.) Britton
- Hypochaeris maculata L. – prosienicznik plamisty
- Hypochaeris megapotamica Cabrera
- Hypochaeris melanolepis Phil.
- Hypochaeris meyeniana (Walp.) Benth. & Hook.f. ex Griseb.
- Hypochaeris microcephala (Sch.Bip.) Cabrera
- Hypochaeris mucida Domke
- Hypochaeris nahuelvutae Phil.
- Hypochaeris neopinnatifida Azevêdo-Gonç. & Matzenb.
- Hypochaeris oligocephala (Svent. & Bramw.) Lack
- Hypochaeris palustris (Phil.) De Wild.
- Hypochaeris pampasica Cabrera
- Hypochaeris parodii Cabrera
- Hypochaeris patagonica Cabrera
- Hypochaeris petiolaris (Hook. & Arn.) Griseb.
- Hypochaeris pilosa Reiche
- Hypochaeris radicata L. – prosienicznik szorstki
- Hypochaeris robertia (Sch.Bip.) Fiori
- Hypochaeris rutea Talavera
- Hypochaeris saldensis Batt.
- Hypochaeris salzmanniana DC.
- Hypochaeris sardoa Bacch., Brullo & Terrasi
- Hypochaeris scorzonerae (DC.) F.Muell.
- Hypochaeris sessiliflora Kunth
- Hypochaeris setosa Formánek
- Hypochaeris spathulata (J.Rémy) Reiche
- Hypochaeris taraxacoides Ball
- Hypochaeris tenuiflora (Boiss.) Boiss.
- Hypochaeris tenuifolia (Hook. & Arn.) Griseb.
- Hypochaeris tropicalis Cabrera
- Hypochaeris uniflora Vill. – prosienicznik jednogłówkowy
- Hypochaeris variegata (Lam.) Baker